# فيشنيوفوغورسك
فيشنيوفوغورسك (بالروسية: Вишнёвогорск) هي مدينة في مقاطعة تشيليابينسك أوبلاست في روسيا. يبلغ عدد سكانها حوالي 5050 نسمة.